# Hande Erçel
Hande Erçel (Bandırma, Törökország, 1993. november 24.) egy elismert török színésznő és modell. Főként Güneşin Kızları (2015-2016), Aşk Laftan Anlamaz (2016-2017) és Szerelem van a levegőben (2020-2021) című sorozatairól ismert, évek során egyre nagyobb elismerést és számos hivatalos és nem hivatalos díjat szerezve nemzetközi és országos szinten egyaránt. 2012-ben Hande Erçel megnyerte a Törökország Szépe címet, és második helyezést ért el a „Miss Világ Civilizáció” szépségversenyen.
Hande Erçel pályafutását mellékszerepekkel kezdte a Çalıkuşu sorozatban (2013-2014). Másodlagos szerepeket kapott más sorozatokban, mint például a Çılgın Dersane Üniversitede (2014). Törökországon belül vált ismertté, amikor a Hayat Ağacı (2014) című sorozatban Selen Karahanlı karakterét alakította. A Güneşin Kızları című sorozatban Selin Yılmaz szerepével elért siker után más főszerepeket is elnyert olyan sorozatokban, mint az Aşk Laftan Anlamaz, Siyah İnci (2017-2018), Halka (2019), Azize (2019) és a Szerelem van a levegőben, amelyek több mint 90 országban kerültek adásba.
Pályafutása során Hande Erçel lett a török művészeti ipar legfiatalabb díjazottja (hivatalos és nem hivatalos díjak tekintetében is), és a legtöbb követővel rendelkező török művész az Instagram közösségi oldalon. Hande Erçel a karrierje során sok ember szívét megnyerte.

## Élete

### Származása, tanulmányai
Hande Erçel 1993. november 24-én született Bandırmában, Törökországban. Édesanyja Aylin Erçel, édesapja Kaya Erçel. Egyetlen testvére van, Gamze Erçel. Gyermekkora különleges volt, mivel egy időre nagyszülei nevelték Bandırmában.
Bár apja mindig azt szerette volna, ha orvostanhallgató lenne, Hande színészi tehetsége már fiatalon nyilvánvalóvá vált. Bár először egyetértett apjával, végül rájött, hogy jövője az művészeti világhoz kötődik.
Döntött arról, hogy függetlenedik és Isztambulba költözik, hogy elkezdje tanulmányait a Mimar Sinan Szépművészeti Egyetemen a Török Hagyományos Művészetek Tanszékén. Miközben különböző területeken dolgozott, és kiváló megjelenésének és személyiségének köszönhetően modell, televíziós műsorvezető lett, és 2013-ban professzionális színészi karrierbe kezdett, amikor szerepet kapott a Tatar Ramazan sorozat harmadik epizódjában. Ezt követően debütált a Çalıkuşu sorozatban mellékszereplőként, ahol Zahide szerepét játszotta, egy fiatal lányt, aki súlyos betegség miatt ágyhoz kötött. Ugyanebben az évben más sorozatokban is szerepelt, mint a Çılgın Dersane Üniversitede, ahol Meryem karakterét alakította, és jelnyelvet tanult a szerep előkészítéséhez, valamint a Hayat Ağacı sorozatban, ahol Selen Karahanlıt játszotta.
Később időhiány miatt kellett abbahagynia tanulmányait, mivel nem tudta összeegyeztetni a szakmai projektekkel. Azonban az színésznő többször is kijelentette, hogy reméli, folytathatja egyetemi tanulmányait, és bevallotta, hogy ha nem sikerülne a színészi pályán, mindig is tervben volt egy festészeti műhely megnyitása és saját festménykiállításának megrendezése.

### Pályakezdése 2013-2014
2013-ban Hande Erçel szerepet kapott a Tatar Ramazan sorozat harmadik epizódjában, ahol első alkalommal jelent meg színésznőként. Egy évvel később mellékszereplőként debütált a Çalıkuşu sorozat egyik epizódjában, ahol Zahide szerepét játszotta, egy fiatal lányt, aki egy súlyos betegség miatt ágyhoz kötött.
Ugyanebben az évben más sorozatokban is szerepelt, mint például a Çılgın Dersane Üniversitede, ahol Meryem karakterét alakította, valamint a Hayat Ağacı sorozatban, ahol Selen Karahanlı karakterét játszotta.

### 2015 után: Felfedezés, elismerés, projektek
2015-ben Hande Erçel megszerezte első főszerepét a Güneşin Kızları sorozatban, ahol Selin Yılmaz szerepét játszotta, és három díjat nyert, köztük a Golden Butterfly Awards díját.
2016-2017-ben második főszerepe következett a Aşk Laftan Anlamaz sorozatban (2016-2017), ahol Hayat Uzun karakterét alakította, Burak Deniz társaságában, és nemzetközileg ismertté vált. 2016-ban a L'Oréal Paris márka egyik képviselője lett is. 2017-ben részt vett egy DeFacto márkájú reklámban, Aras Bulut İynemli-vel együtt.
Utolsó sorozata után hét hónappal újabb főszerepet kapott a Siyah İnci sorozatban, ahol Hazal Şulabı karakterét játszotta.
2019-ben a Halka sorozatban kapott főszerepet, ahol Müjde karakterét alakította Serkan Çayoğlu mellett. Ugyanebben az évben Azize Günay karakterét játszotta a Azize sorozatban, Buğra Gülsoy-val együtt. A sorozat pozitív kritikákat kapott, de alacsony nézettsége miatt hat epizód után lefújták, mivel erős versenytársak voltak ezen a napon.
2020-2021-ben egyik utolsó főszerepét játszotta el, amely hozzájárult hírnevének és nemzetközi ismertségének növekedéséhez; a Sen Çal Kapımı sorozatban Eda Yıldız karakterét alakította. A sorozat rekordokat döntött, a Twitteren a Game of Thrones sorozatot is felülmúlva a legtöbbet kommentált sorozatként. A sorozatot több mint 90 országban vetítették.
Ugyanebben az évben a "Nocturne" márkával ismertette meg magát modellként, több kampányt is elvállalt, és segített a márka nemzetközi ismertségének növelésében, üzleteket nyitott az Egyesült Államokban, Londonban és Franciaországban. Ugyanebben az évben reklámkampányokat készített a Signal márkával, valamint a Atasay Jewelry márkával is együttműködött, a márka arca lett, és több reklámkampányban szerepelt, valamint ékszerkollekciót tervezett. Első török művészként megjelent a világ legmagasabb épületének, a Burj Khalifa homlokzatán is. Ezzel hozzájárult a márka nemzetközi megbecsülésének növeléséhez és nemzetközi hírnevéhez, amely bekerült a világ legjobb ékszerboltjai közé.
2023-ban a Cannes-i Filmfesztiválon tűnt fel a Magnum nagyköveteként, történelmi rekordokat döntve a márka számára, és az esemény legtöbbet emlegetett 10 személye közé került.
Hande Erçel az első török művész, aki szerződést kötött az exkluzív „Laverne” parfümmárkával, aminek hirdetése elhangzik Szaúd-Arábiában, az Egyesült Arab Emírségekben, Bahreinben, Ománban, Kuvaitban, Jordániában, Marokkóban, Líbiában és Katarban, valamint más arab országokban.
Színészként Hande Erçel főszerepet fog játszani a Bambaşka Biri sorozatban, Törökország első pszichodráma thriller sorozataként, ahol Leyla karakterét játssza, egy fiatal, céltudatos és ambiciózus ügyész, aki szeretné hátrahagyni bonyolult múltját és új rendszert kialakítani, amikor gyilkosságokat vizsgál és igazságot szolgáltat. Burak Deniz lesz a partnere, mint Kenan, egy ambiciózus újságíró, akinek kettős személyisége van, és akit megragad Leyla, amikor megismerkednek egy gyilkossági vizsgálat során. Az útjaik keresztezik egymást, és szenvedélyek szabadulnak el, miközben felfordítják azokat az igazságokat, amelyeket eddig tudtak a életükről.
Várhatóan Hande Erçel hamarosan bemutatkozik első egész estés filmjében, a Mest-i Aşk-ban, egy Irán és Törökország közös produkcióban, ahol Shahab Hosseini, Parsa Pirouzfar, İbrahim Çelikkol, Selma Ergeç, Bensu Soral és Boran Kuzum társaságában játszik. Ez a film 2019-ben készült, eredetileg 2020-ban lett volna bemutatva, de a járvány miatt a premier elhalasztódott. A bemutatót a producerekkel folytatott tárgyalások eredménye

### Jószolgálati tevékenysége
Hande több állatvédelmi, gyermekvédelmi és nőjogi szervezettel is együttműködik. Kifejezetten 2019 óta a Kansersiz Yaşam Derneği (Ráktalan Élet Egyesület) önkéntese, és a 2020-as járvány alatt festészeti tehetségét felhasználva műveket készített az egyesület támogatására. 2020, 2021 és 2022 során nyilvánosan is nagykövete volt az egyesületnek.

### Magánélete
Hande élete során számos személyes és szakmai körülménnyel kellett szembenéznie (rossz tapasztalatok, brutális és állandó zaklatás, gyűlölet, rágalmazás és bántalmazás, amellyel szembesül, az a kezelés, amelyen keresztül ment, hogy csontvelőt adományozzon édesanyjának, ami mellékhatásként duzzanathoz vezetett, főként az arcán, a folyamat közben és utána egyaránt, édesanyja betegsége és halála, imádott unokahúga, Mavi betegsége, nagyapja halála stb.). És annak ellenére, hogy mentálisan és fizikailag hogyan érintette (Hande többször is világossá tette, hogy mennyire sokat hízott vagy fogyott, amikor valami erősen érintette érzelmileg, és hogy amikor kicsit jobban lesz, igyekszik egészséges maradni és tovább lépni; és hogy bár nem vetette alá magát invazív esztétikai műtéteknek, minden embernek joga van azt tennie és megtenni, ami jobban érzi magát anélkül, hogy megítélnék), Hande Erçel saját fényében ragyog és magasan repül, és saját példájával mindenkinek emlékeztet arra, hogy az fontos, hogy megőrizze az esszenciát, fejlődjön, haladjon előre, vállaljon kockázatokat, elesjen, de mindig talpra álljon, legyen rugalmas, szabad, keményen dolgozzon, segítsen, tiszteljen és élvezzen, köszönjön meg mindent és értékeljen mindent.
Hande rendkívül gyönyörű minden értelemben, fény, inspiráció és büszkeség önmaga számára, azoknak az embereknek a világ minden tájáról, akiknek a privilégiuma, hogy megismerjék, szeressék, csodálják, támogassák és tiszteljék őt önmagáért, lelkéért és projektjeiért.